# Vehbi Kocagüney

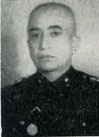
Vehbi Kocagüney

Hüseyin Vehbi Kocagüney (* 1881 in Erzurum (nach anderen Angaben: Van); † 7. Mai 1950 in Istanbul) war ein türkischer Generalmajor des Heeres (Türk Kara Kuvvetleri), Militärhistoriker und Politiker der Republikanischen Volkspartei CHP (Cumhuriyet Halk Partisi), der unter anderem von 1946 bis zu seinem Tod Mitglied der Großen Nationalversammlung TBMM (Türkiye Büyük Millet Meclisi).

## Leben
Kocagüney absolvierte nach dem Schulbesuch eine Offiziersausbildung, die er 1898 abschloss. Danach diente er als Offizier in der Armee des Osmanischen Reiches und kam im Ersten Weltkrieg zum Einsatz. Er nahm als Major (Binbaşı) zwischen 1920 und 1923 am Türkischen Befreiungskrieg teil. Dort war Kocagüney an der Westfront während des Griechisch-Türkischen Krieges Kommandeur des 25. Schweren Artillerieregiments. Für seine damaligen Verdienste wurde ihm die Unabhängigkeitsmedaille (İstiklâl Madalyası) verliehen. Nach der Gründung der Republik Türkei am 29. Oktober 1923 wurde er in das Heer übernommen und zuletzt zum Generalmajor (Tümgeneral) befördert. 1942 trat er in den Ruhestand.
Bei der Wahl vom 5. August 1946 wurde Kocagüney als Kandidat der Republikanischen Volkspartei CHP (Cumhuriyet Halk Partisi) von İsmet İnönü zum Mitglied der Großen Nationalversammlung TBMM (Türkiye Büyük Millet Meclisi) gewählt und vertrat in dieser bis zu seinem Tod am 7. Mai 1950, also nur eine Woche vor der Wahl am 7. Mai 1950 die Interessen von Erzurum.
Er war verheiratet und Vater von vier Kindern.

## Veröffentlichungen
Neben seiner militärischen und politischen Tätigkeit verfasste Kocagüney auch mehrere militärgeschichtliche Bücher, in denen er zum Teil seine eigenen Erfahrungen autobiografisch verarbeitete. Zu seinen Büchern gehören:
- Erzurum Kalesi ve Savaşları, 1942.
- 50 bin Türk şehidinin yatağı Kıbrıs, 1953 (posthum).
- 1877 - 1878 Osmanlı-Rus Harbinde Aziziye Tabyası Savaşları, 1965 (posthum).